# 高杉真宙
高杉真宙（日语：／ Takasugi Mahiro，1996年7月4日—），日本男演員，福岡縣出身，2021年4月11日與原經紀公司Sweet Power合約到期，同年成立個人事務所POSTERS，身高170cm，血型A型。

## 經歷
- 出道前去熊本縣的煙花大會時被星探誤認為女生而發掘，而成為甘力事務所第一位出道的男藝人[5][6][7][8]。
- 2009年，以舞台劇《エブリ リトル シング'09》正式進入藝能界。
- 2010年，初次參演電影《半次郎（日语：半次郎）》。初中二年级時搬到东京[7][8]。同年，以遊戲《新楓之谷》接下首次廣告代言。
- 2012年，初主演電影《家族四重奏（日语：カルテット!）》。
- 2013年，在電視劇《假面騎士鎧武》飾演假面騎士龍玄的變身者吳島光實。
- 2014年，以電影《禦宅大冒險》獲得第36屆横滨电影节最佳新人獎[9]。
- 2015年，初主演電視劇《明天一定也有好吃的飯飯 ~ 銀湯匙 ~ 》，及初主演吸血鬼為題材的著名舞台劇《TRUMP》。
- 2017年，以電影《散步的侵略者》在第72屆每日電影獎獲得Sponichi Grand Prix新人獎[9]。
- 2018年，以主演電影作品《笑顔の向こうに》（2019年2月15日上映）獲得第16屆摩纳哥国际电影节天使電影獎[10]。
- 2021年4月11日，離開Sweet Power公司[11]；隔日，成立個人事務所POSTERS。[12]。
- 2022年1月20日，出演綜藝節目GURU GURU 99的「美食冤大頭23」，為首次選拔為固定班底成員[13]。

## 人物
- 除雙親之外家中另有兩個弟弟，高杉真宙為家中的長子。[7]
- 性格害羞，曾和共演者在開拍之後兩個月都未交談過。[14]
- 喜歡小孩子，曾經想當幼稚園老師。[15][16]
- 部分粉絲稱呼高杉真宙為「葡萄」、「小葡萄」。
- 喜歡漫畫、遊戲、動漫。[17]

## 影視作品

### 電視劇
| 日期                          | 中文片名                                             | 角色                                                                  | 電視台                 | 備註            |
| 2010年2月7日                  | 《正義代書戰士》                                     |                                                                       | TBS                    |                 |
| 2011年7月5日                  | 《さだまさし SP 故郷 〜娘の旅立ち〜》                |                                                                       | TBS                    |                 |
| 2012年1月1日                  | 《SP 學》                                            | 風間學                                                                | WOWOW                  |                 |
| 2012年1月13日－3月9日         | 《工作大未來—從13歲開始迎向世界》                    | 岡島正人                                                              | 朝日電視台             |                 |
| 2012年                        | 《平清盛》                                           | 小兎丸（こうさぎまる）                                                | NHK                    |                 |
| 2012年10月6日－12月29日       | 《高中入學考》                                       | 松島良隆                                                              | 富士電視台             |                 |
| 2012年11月17日                | 《歡迎來到蝴蝶莊》                                   | 湊谷薫                                                                | NHK BS Premium         | 第4話           |
| 2013年4月13日－6月22日        | 《35歲的高中生》                                     | 東蓮                                                                  | 日本電視台             |                 |
| 2013年6月7日                  | 《牙狼〈GARO〉～照亮黑暗的人～》                     | 坪井浩輝                                                              | 東京電視台             | 第10話          |
| 2013年10月6日－2014年9月28日  | 《假面騎士鎧武》                                     | 呉島光実/仮面ライダー龍玄/仮面ライダー斬月・真/仮面ライダー龍玄・黄泉 | 朝日電視台             | 聲音出演        |
| 2014年3月30日                 | 《平成騎士對昭和騎士 假面騎士大戰 feat.超級戰隊 SP》 | 呉島光実/仮面ライダー龍玄                                             | 朝日電視台             | 聲音出演        |
| 2015年1月13日－3月17日        | 《影子寫手》                                         | 遠野大樹                                                              | 富士電視台             |                 |
| 2015年1月19日                 | 《警部補・杉山真太郎〜吉祥寺署事件簿》               | 長山直樹                                                              | TBS                    | 第2話           |
| 2015年6月1日－7月31日         | 《明天一定也有好吃的飯〜銀湯匙》                     | 早川律                                                                | 東海電視台             | 主演            |
| 2015年7月17日－9月25日        | 《表參道高校合唱部！》                               | 宮崎祐                                                                | TBS                    |                 |
| 2016年1月17日                 | 《臨床犯罪學者 火村英生的推理》                      | 大和田英兒                                                            | 日本電視台             | 第1話           |
| 2016年2月5日－3月25日         | 《澄和蓳 年輕了45歲的女人》                          | 天野慶和                                                              | 朝日電視台             |                 |
| 2016年3月27日－5月1日         | 《杜鵑鳥的蛋是誰的》                                 | 鳥越伸吾                                                              | WOWOW                  |                 |
| 2017年3月2日                  | 《被討厭的勇氣》                                     | 鈴木夏輝                                                              | 富士電視台             | 第8話           |
| 2017年10月13日－12月23日      | 《瀨戶與內海》                                       | 內海想                                                                | 東京電視台             | 主演            |
| 2018-2019年                   | 《狂賭之淵》                                         | 鈴井涼太                                                              | MBS、TBS               | 第一季&第二季   |
| 2018年4月19日－6月14日        | 《華麗大復仇》                                       | 守尾信一朗                                                            | 富士電視台             |                 |
| 2019年3月18日－5月6日         | 《高嶺與花》                                         | 才原高嶺                                                              | 富士電視台             | 主要角色        |
| 2019年7月11日－9月12日        | 《Sign～法醫學者 柚木貴志的事件～》                  | 高橋紀理人                                                            | 朝日電視台             |                 |
| 2019年8月31日－9月28日        | 《詐欺刑警》                                         | 加地颯人                                                              | NHK                    |                 |
| 2020年1月6日－3月16日         | 《絶對零度〜未然犯罪潛入搜查2》                      | 篠田浩輝（水島步）                                                    | 富士電視台             | 第四季          |
| 2020年8月12日－9月30日        | 《我們有點不對勁》                                   | 城島裕介                                                              | 日本電視系             |                 |
| 2021年1月23日                 | 《鐵證懸案～真相之門～》                             | 潮見敏夫                                                              | WOWOW                  | 第三季 第7話    |
| 2021年2月6日－2月13日         | 《Byplayers-配角森友會100天》                        | 高杉真宙（本人）                                                      | 東京電視台             | 第5話 - 第6話   |
| 2021年2月7日                  | 《多謝款待：鰻魚篇》                                 | 篠塚悠馬                                                              | NHK BS8K               | 主演            |
| 2021年3月26日－4月16日        | 《狂賭之淵 雙》                                      | 鈴井涼太                                                              | Amazon Prime Video     |                 |
| 2021年7月11日－9月26日        | 《我想被表揚的妄想飯》                               | 和田理生                                                              | BS東視                 | 主演            |
| 2021年9月25日－9月26日        | 《世田谷的陽台之戀》                                 | 朝川一平                                                              | DRAMATIC TOKYO         | 主演            |
| 2021年10月19日－12月21日      | 《只是在結婚申請書上蓋個章而已》                     | 牧原唯斗                                                              | TBS                    |                 |
| 2022年1月16日－2月26日        | 《嗨帥哥！！》                                       | 大倉學                                                                | 東海電視台、富士電視台 | 第2話 - 最終話  |
| 2022年2月27日                 | 《多謝款待：伊勢海老篇》                             | 篠塚悠馬                                                              | NHK BS8K               | 主演            |
| 2022年10月24日－2023年3月31日 | 《飛舞吧！》                                         | 刈谷博文                                                              | NHK                    | 第16回 - 最終話 |
| 2022年10月10日－12月19日      | 《PICU 小兒集中治療室》                              | 矢野悠太                                                              | 富士電視台             |                 |
| 2023年1月11日－2月1日         | 《噬亡村》                                           | 寺山京介                                                              | Disney+                | 第4話 - 最終話  |
| 2023年4月12日－6月21日        | 《Mr.新娘》                                          | 山本知博                                                              | 富士電視台             |                 |
| 2024年1月10日－3月13日        | 《隔壁的護佐姐姐》                                   | 龍崎大河                                                              | 日本電視台             |                 |
| 2024年1月14日－10月13日       | 《致光之君》                                         | 藤原惟規                                                              | NHK                    | 第2話 - 第39話  |
| 2024年6月8日                  | 《世界奇妙物語 夏之特別篇2024「人類寶藏」》          | 佐倉英介                                                              | 富士電視台             | 主演            |
| 2025年1月11日                 | 《隔壁的護佐姐姐》特別篇2025                         | 龍崎大河                                                              | 日本電視台             |                 |
| 2025年1月17日－3月7日         | 《法庭之龍》                                         | 步田虎太郎                                                            | 東京電視台             |                 |
| 2025年3月19日－4月23日        | 《噬亡村2》                                          | 寺山京介                                                              | Disney+                |                 |
| 2025年4月25日－5月30日        | 《三笠のキングと、あと数人》                         | 健太                                                                  | 北海道放送             | 主演            |

### 電影
- 半次郎（日语：半次郎）（2010年10月9日） - 市来新之助
- 大奧：女將軍與她的後宮三千美男（2010年10月1日） - 小姓
- 家族四重奏（日语：カルテット!）（2012年1月7日） - 主演・永江開
- 假面騎士系列（2013年 - ，東映）
  - 假面騎士×假面騎士 鎧武 & Wizard 天下決勝之戰國MOVIE大合戰（2013年12月14日） - 呉島光実 / 仮面ライダー龍玄（聲音出演）
  - 平成騎士對昭和騎士 假面騎士大戰 feat.超級戰隊（2014年3月29日） - 呉島光実 / 仮面ライダー龍玄（聲音出演）　
  - 劇場版 假面騎士鎧武 足球大決戰！黃金果實爭奪杯！ (2014年7月19日) - 呉島光実 / 仮面ライダー龍玄（聲音出演）
  - 假面騎士×假面騎士 Drive & 鎧武 MOVIE大戰 Full Throttle (2014年12月13日) - 呉島光実 / 仮面ライダー龍玄（聲音出演）
- 渴望。（2014年6月27日） - 松永泰博
- ぼんとリンちゃん（2014年9月20日） - 主演・リンちゃん [18]
- 想影（2016年7月16日）- 主演・栄大輔
- P與JK （2017年3月25日） -  大神平助
- ReLIFE（2017年4月15日）-  大神和臣
- 逆光の頃（2017年7月8日） - 主演・赤田孝豊
- トリガール!（2017年9月1日） - 高橋圭
- 散步的侵略者（2017年9月9日） - 天野
- Principal〜戀愛的我是女主角嗎?（2018年3月3日） - 櫻井和央
- 世界最長的照片（2018年6月23日）- 主演・宏伸
- 虹色時光（2018年7月6日） - 主演・直江剛
- 君が君で君だ（2018年7月7日） - 宗太
- Gangoose（2018年11月23日） - 主演・サイケ
- 十二個想死的少年（2019年4月12日）－ 一號 哲史
- 狂賭之淵（2019年春） - 鈴井涼太
  - 狂賭之淵-絕體絕命俄羅斯輪盤（2021年公開預定）[19]
- 笑顔の向こうに（2019年2月15日） - 主演・大地
- 看不見的目撃者（2019年9月20日） - 國崎春馬
- 超・少年偵探團NEO -Beginning-（2019年10月25日） - 主演・小林芳狼
- 前田建設奇幻営業部（2020年1月31日） - 主演・土井航
- 糸（2020年4月24日） - 冴島亮太
- Byplayers：如果100名配角一起拍電影（2021年4月9日）- 高杉真宙
- 調職令是警察樂隊！異動辞令は音楽隊！（2022年8月26日）- 北村裕司
- いつか、いつも‥‥‥いつまでも。（2022年10月14日） - 主演・俊英
- 浪花金融道：灰原敲帝國金融之門！ナニワ金融道（2022年11月25日） - 主演・灰原達之
- 浪花金融道：錢、眼淚、權利和女人ナニワ金融道（2022年12月2日） - 主演・灰原達之
- 浪花金融道：大蛇市金錢大戰ナニワ金融道（2022年12月9日） - 主演・灰原達之
- 東京復仇者2 血腥萬聖節篇-命運-（2023年4月21日）- 松野千冬
- 看不見聽不見也愛你SEE HEAR LOVE（2023年6月9日）- 植村大輔
- 東京復仇者2 血腥萬聖節篇-決戰-（2023年6月30日）- 松野千冬
- OASISオアシス（2024年11月15日） - 主演・金森
- 電影版TOKYO MER：行動急診室 南海任務（2025年8月1日）- 常盤拓

### 舞台劇
- エブリ リトル シング|エブリ リトル シング'09（2009年8月）
- 嗚呼、田原坂（2010年4月）
- つばき、時跳び（2010年8月）
- 聖女貞德（2010年11月-12月）
- 里見八犬傳（2012年11月）
- 里見八犬傳（2014年10月31日 - 11月17日，東京公演日本新國立劇場中劇場、2014年11月21日 - 11月23日，大阪公演シアターBRAVA!、2014年11月26日，高松公演アルファあなぶきホール、2014年11月28日，北九州公演ソレイユホール、2014年12月6日，館山公演千葉県南総文化ホール・大ホール） - 犬江親兵衛[20]
- TRUMP（2015年11月 - 12月，東京、大阪）＊舞台劇初主演
- 闇狩人（2016年5月13日 - 22日、天王洲銀河劇場 / 5月28日、北九州芸術劇場大ホール / 6月11日・12日、森ノ宮ピロティホール） - 主演・間武士
- ONWARD presents 新感線☆RS『メタルマクベス』disc3 Produced by TBS（2018年11月9日 - 12月31日、IHIステージアラウンド東京）
- カリギュラ（2019年11月）
- てにあまる（2020年12月-2021年1月）

### 其他
- 五年後的情書（2010年，飾演國中時期的向井理）
- 痛快TVスカッとジャパン ( 高杉真宙出演過很多部痛快TV的短劇 )
- メディアタイムズ（2017年 - ）
- 俳優の高杉真宙さんがフィリピン料理にチャレンジ（2020年 - ）
- ごちそう～うなぎ編（2021年）

## 配音演出

### 朗讀
- （2016年12月）  -

### 廣播劇
- 兩人同住（2017年 NHK廣播劇） -  主演「masao」

### 劇場版動畫
- 我想吃掉你的胰臟（2018年9月1日） -  主演「我」

### 電視動畫
- 奇巧計程車（2021年4月）-  特别出演「長嶋聰」
- RE-MAIN（2021年7月） - 「福井晃久」

## 個人寫真
- 高杉真宙 Photo Collection METAMORPHOSIS - 寫真書（2015年7月3日）
- 高杉真宙 ～まひろさんぽ～ - 寫真書（2016年11月4日）
- 高杉真宙 20/7 - 寫真書（2017年7月1日）
- 高杉真宙 Photo Collection METAMORPHOSIS 新装版 - 寫真書（2018年5月29日）
- 高杉真宙 10thメモリアルカレンダー - 出道10週年月曆（2019年10月3日）
- 僕の一部 - 隨筆散文寫真書（2021年4月3日）

## 其他

### 高杉真宙の漫画評連載
漫画喫茶・タカスギへようこそ （页面存档备份，存于）（歡迎來到漫畫咖啡廳高杉）（2018年3月25日– ）

## 廣告
- 奈克森 新楓之谷（2010年）
- P&G Febreze（2012年3月 - ）
- Leopalace21（2014年10月 - ）
- adidas「adidas bag」形象代言人（2016年）[21]
- POLICE「POLICEジュエリー」日本形象代言人（2017年）[22]
- BOURBON（ブルボン）（2017年 - ）
- NTTdocomo「Mr.Children＆docomo 25周年」- 高中生時期的爸爸・和哉（2017年7月 - ）
- MarvelousAQL「劍與魔法王國遠古的女神」（2017年8月 - ）
- FANCL「えんきん」（2017年10月 - ）
- どーもくん 20周年紀念（2018年10月）

## 獎項
- 第36屆橫濱電影節最佳新人獎（2015年）
- 第九屆TAMA電影節最優秀新普男星（2017年）
- 2017年度每日電影大獎新人獎（2017年）